# Paraplatoides
Paraplatoides là một chi nhện trong họ Salticidae.